# (300212) 2006 WZ153
(300212) 2006 WZ153 es un asteroide perteneciente al cinturón de asteroides, región del sistema solar que se encuentra entre las órbitas de Marte y Júpiter, más concretamente a la familia de Citrinella, descubierto el 22 de noviembre de 2006 por el equipo del Mount Lemmon Survey desde el Observatorio del Monte Lemmon, Arizona, Estados Unidos.

## Designación y nombre
Designado provisionalmente como 2006 WZ153. 

## Características orbitales
2006 WZ153 está situado a una distancia media del Sol de 3,139 ua, pudiendo alejarse hasta 3,700 ua y acercarse hasta 2,578 ua. Su excentricidad es 0,178 y la inclinación orbital 0,519 grados. Emplea 2031,43 días en completar una órbita alrededor del Sol.

## Características físicas
La magnitud absoluta de 2006 WZ153 es 16,7. 